# 四川方秆蕨
四川方秆蕨（学名：Glaphyropteridopsis sichuanensis），为金星蕨科方秆蕨属下的一个植物种。其种加词“sichuanensis”意为“四川的”。